# Список картин Михаила Врубеля

## Список картин
Список включает живопись, за исключением подготовительных этюдов маслом.
| Илл. | Название                                                                      | Год           | Техника                         | Место | Примечание |
| ---- | ----------------------------------------------------------------------------- | ------------- | ------------------------------- | --- | --- |
|      | Гамлет и Офелия                                                               | 1884          |                                 | ГРМ | Картина осталась незавершенной. Более известен законченный рисунок к ней.                                                                                    |
|      | Богоматерь с младенцем                                                        | 1885          | масло, золочение, цинковый лист | Кирилловская церковь, Киев                                                                                  | Икона в иконостасе |
|      | Девочка на фоне персидского ковра                                             | 1886          | холст, масло                    | Киевский музей русского искусства, Киев                                                                     | |
| 1    | Голова Христа                                                                 | 1888          | Доска, масло                    | ГТГ | Размер 19,1 x 14,7 |
|      | Демон летящий                                                                 | 1889          | холст, масло                    | ГРМ | Неоконченная |
|      | Демон сидящий                                                                 | 1890          | холст, масло                    | ГТГ | |
|      | Портрет П. П. Кончаловского                                                   | 1890-1891     | холст, масло                    | ГТГ | |
| 1    | Портрет Всеволода Саввича Мамонтова                                           | Около 1891    | холст, масло                    | Вологодская областная картинная галерея                                                                     | |
|      | Суд Париса                                                                    | 1893          |                                 | ГТГ | Трехчастное панно, предназначавшееся для отделки особняка |
|      | Венеция                                                                       | 1894          |                                 | ГРМ | Декоративное панно |
|      | Хризантемы                                                                    | 1894          |                                 | Омский областной музей изобразительных искусств имени М. А. Врубеля                                         | Панно «Цветы» были созданы для украшения потолка в особняке К.Г. и Е. Д. Дункер на Поварской улице.                                                          |
|      | Розы и орхидеи                                                                | 1894          |                                 | Омский областной музей изобразительных искусств имени М. А. Врубеля                                         | Панно «Цветы» были созданы для украшения потолка в особняке К.Г. и Е. Д. Дункер на Поварской улице.                                                          |
|      | Жёлтые розы                                                                   | 1894          |                                 | Омский областной музей изобразительных искусств имени М. А. Врубеля                                         | Панно «Цветы» были созданы для украшения потолка в особняке К.Г. и Е. Д. Дункер на Поварской улице.                                                          |
| 1    | Испания                                                                       | 1894          | холст, масло                    | ГТГ | Возможно, декоративное панно |
| 1    | Портрет Насти                                                                 | 1894          | холст, масло                    | ГТГ | Изображена сестра художника. В собрании ГТГ с 2004 года |
|      | Гадалка                                                                       | 1895          |                                 | ГТГ | |
|      | Принцесса Грёза                                                               | 1896          | холст, масло                    | ГТГ | В виде майоликового панно находится на фасаде гостиницы «Метрополь»                                                                                          |
|      | Полет Фауста и Мефистофеля                                                    | 1896          | холст, масло                    | Галерея современного искусства Государственного музея изобразительных искусств Республики Татарстан, Казань | |
|      | Полет Фауста и Мефистофеля                                                    | 1896          |                                 | ГТГ | |
|      | Фауст                                                                         | 1896          |                                 | ГТГ | Триптих. Панно для готического кабинета особняка А. В. Морозова в Москве.                                                                                    |
|      | Портрет артисток Т. С. Любатович в роли Гензеля и Н. Н. Забела в роли Гретель | 1896          |                                 | Национальный художественный музей республики Беларусь                                                       | Художником выполнено несколько работ на эту тему |
|      | Портрет М. В. Якунчиковой                                                     | 1886-1889     | Фанера, масло                   | Вятский художественный музей им. В.М. и А. М. Васнецовых, Киров                                             | Размер 14 x 11 см |
|      | Портрет К. Д. Арцыбушева                                                      | 1897          |                                 | ГТГ | |
|      | Портрет Марии Арцыбушевой                                                     | 1897          |                                 | ГТГ | |
|      | Портрет Саввы Мамонтова                                                       | 1897          |                                 | ГТГ | |
|      | Утро                                                                          | 1897          |                                 | ГРМ | |
|      | Портрет Н. Забелы-Врубель                                                     | 1898          |                                 | ГТГ | Портрет артистки Н. И. Забелы-Врубель, жены художника, в летнем туалете «Empire», исполненном по замыслу художника                                           |
| 1    | Пророк                                                                        | 1898          |                                 | ГТГ | На отрезанной нижней части написан «Дама в лиловом» (ГРМ) |
|      | Садко                                                                         | 1898 — 1899   |                                 | Национальный художественный музей республики Беларусь                                                       | |
|      | Богатырь                                                                      | 1898 — 1899   |                                 | ГРМ | |
|      | Пан                                                                           | 1899          | холст, масло                    | ГТГ | |
|      | Валькирия. Княгиня М. К. Тенишева                                             | 1899          | холст, масло                    | Одесский художественный музей                                                                               | |
|      | Н. И. Забела-Врубель у рояля                                                  | Начало 1900-х |                                 | ГТГ | Портрет жены (в розовом платье). Незавершён |
|      | К ночи                                                                        | 1900          |                                 | ГТГ | |
|      | Сирень                                                                        | 1900          |                                 | ГТГ | |
|      | Дама в лиловом                                                                | 1900          |                                 | ГРМ | Написан на нижней части разрезанной картины «Пророк» |
|      | Царевна-Лебедь                                                                | 1900          | холст, масло                    | ГТГ | Существует множество небольших этюдов маслом, подготовительных к картине                                                                                     |
|      | Лебедь                                                                        | 1901          |                                 | ГТГ | |
|      | Сирень                                                                        | 1901          |                                 | ГТГ | Незавершенная |
|      | Тридцать три богатыря                                                         | 1901          |                                 | ГРМ | Незавершенная. Центральная часть неосуществленного триптиха по мотивам «Сказки о царе Салтане» для столовой А. В. Морозова в особняке во Введенском переулке |
|      | Демон поверженный                                                             | 1901-1902     | холст, масло                    | ГТГ | |
|      | Шестикрылый серафим                                                           | 1904          |                                 | ГРМ | |

## Крупная графика
| Илл. | Название                                              | Год       | Техника                                                                    | Место                                                   | Примечание                                                          |
| ---- | ----------------------------------------------------- | --------- | -------------------------------------------------------------------------- | ------------------------------------------------------- | ------------------------------------------------------------------- |
|      | Натурщица в обстановке Ренессанса                     | 1882      | Бумага на картоне, акварель, белила, лак.                                  | Киевский музей русского искусства, Киев                 |                                                                     |
|      | Гамлет и Офелия                                       | 1883      |                                                                            |                                                         | Подготовительный рисунок к картине маслом, оставшейся незаконченной |
|      | Портрет мужчины в старинном костюме (И. Н. Терещенко) | 1886      | Бумага, акварель, белила, графитный карандаш, лак                          | Киевский национальный музей русского искусства, Украина |                                                                     |
|      | Ромео и Джульетта                                     | 1895-1896 | акварель                                                                   | ГТГ                                                     |                                                                     |
|      | Примавера                                             | 1897      | бумага, акварель                                                           | ГРМ                                                     |                                                                     |
|      | Прощание Царя Морского с царевной Волхово             | 1898      | бумага на картоне Техника — гуашь, бронзовая краска, лак, пастель          | ГТГ                                                     |                                                                     |
|      | Морская царевна                                       | 1898      | акварель                                                                   | ГРМ                                                     | Портрет жены                                                        |
|      | Философия                                             | 1899      | гипс, акварель                                                             | ГТГ                                                     | Панно для особняка А. В. Морозова в Москве.                         |
|      | Портрет Татьяны Любатович в роли Кармен               | 1900-е    | акварель                                                                   | ГТГ                                                     |                                                                     |
|      | Портрет сына                                          | 1902      | бумага, акварель                                                           | ГРМ                                                     |                                                                     |
|      | Жемчужина                                             | 1904      | Пастель                                                                    | ГТГ                                                     | Существует множество подготовительных рисунков                      |
|      | Портрет Н. И. Забелы-Врубель на фоне обоев            | 1904      |                                                                            |                                                         |                                                                     |
|      | Портрет Н. И. Забелы-Врубель на фоне березок          | 1904      | Бумага, акварель, пастель, мел, гуашь, чёрный карандаш, графитный карандаш | ГРМ                                                     | Портрет жены                                                        |
|      | Роза в стакане                                        | 1904      | Бумага на картоне акварель, графитный карандаш                             |                                                         |                                                                     |
|      | После концерта                                        | 1905      |                                                                            | ГТГ                                                     | Портрет жены                                                        |
|      | Портрет Валерия Брюсова                               | 1906      | Бумага, пресованный уголь, мел, сангина                                    | ГТГ                                                     | Незавершен                                                          |